# St Columb Major
St Columb Major är en stad och civil parish i Cornwall i England. Orten har 4 681 invånare (2011).